# 不適切シリーズ
不適切シリーズ（ふてきせつシリーズ）は、『魔法使い(♂)と弟子(♀)の不適切なカンケイ』をはじめとする紺矢ユキオによる日本の漫画作品シリーズ。2009年から刊行されている。

## 概要
2009年6月号から『魔法使い(♂)と弟子(♀)の不適切なカンケイ』（Loose Relation between Wizard & Apprentice）の連載が『月刊コミック電撃大王』（アスキー・メディアワークス）にて始まった。2011年3月号まで続き、全4巻まで単行本が刊行された。同年の6月号から2013年7月号まで、その続編に当たる『クラスメイト（♀）と迷宮の不適切な攻略法』（Improper capture method of Classmates & Labyrinth）が『月刊コミック電撃大王』にて連載された。続編も含めたシリーズ名は『不適切シリーズ』で統一されている。

## 主なキャラクター

### 魔術に関わる人々

#### 味方陣営
西園寺 幾丸（さいおんじ いくまる）
通称「マスター」。
魔術師教会前理事長・西園寺家前当主にして、現理事長・現当主である百香の兄。ついでに現役高校生。
過去に、死にそうになっていたこのはを助け、それ以降(魔術面では)師弟関係にある。
七つの大罪の一つ、「暴食」をその身に宿していたが、2巻で奪われ、その結果人間を辞めざるを得なくなってしまった。
単行本3巻現在、後述の瑠璃垣ミナミ所属の眷属である。
篠宮 このは（しのみや このは）
幾丸の弟子で魔術師見習い（後に正式魔術師に昇格）でクラスメイトの美少女。性格が良く家事も上手い完璧超人。
過去に命を助けて貰った事などから、幾丸に恋心を抱いている。
腕力が強く、後述の数音を一撃で気絶させた経験がある。暴走するとかなり強い。
西園寺 百香（さいおんじ ももか）
幾丸の妹で、現魔術師教会理事長・西園寺家当主。
ややブラコンの気があるようで、このはの事をあまり良く思っていない。
眷属となってしまった兄を守るため、後述の瑠璃垣ミナミを幾丸の元に行かせた。
4巻で父がこのは達に性魔術の講義をしている場面を目撃し、赤面しつつ強いショックを受けていた。
瑠璃垣 ミナミ（るりがき ミナミ）
百香に言われて幾丸の元に来た、正式魔術師。現在の幾丸の飼い主である。
どこか天然らしく、幾丸の前で肌着姿や裸になる事を躊躇わなかった。
「とりあえず」幾丸に吸精された際に、「やみつきになりそう」とコメントしており、傍から見ていたイシュタルに「いい雰囲気」と思われていた。

#### 敵陣営
来生 恵美（きすぎ えみ）
十年以上前に魔術師の誓いを破り処理された魔術師の養女。現在は跡を継ぎ、その地の守護騎士をしている。
“恐るべき子供”数音と共に、己の信じる方法で、人類のためになる事をしようとしている。

### 神・悪魔・魔物など
イシュタル
学校の封印の魔法陣が綻びた際に、ソロモン72柱が一柱、アスタロトとして召喚されたが、幾丸の「暴食」に魔力を奪われ、本性である金星の女神イシュタルに戻り、以後幾丸の家に居候している。何故か、近代機器の扱いに長けている。
豊穣の女神、性欲の女神でもあり、このはの恋を応援している。
「暴食」を奪われ死に掛けていた幾丸を助けた恩人でもある。
単行本3巻にて、このは所属の眷属になった。
数音
三百年の魔術の凝縮によって生まれた、“恐るべき子供”で、魔導生命体。
極度の音楽狂いで、ヘッドホンを手に持っていても耳がキーンとする程の音量で聴いている。
幾丸の「暴食」を奪った張本人で、その際に暴走したこのはに、倒されかけた。
不死の王
クトゥルー
ルルイエの主にして、旧支配者。恐るべき力を持っており、魔術師の間では『外宇宙からの侵略者』と思われている。
ルルイエの宮殿の中で、永く眠っているとされている。自分たちよりも遥かに強い力を持つ彼女を恐れた、古代の伝説の魔術師たちによってルルイエに封印された。
数百年以上の長きにわたって眠らされていたが、真実を知った弓丸によって、人間界の常識やすばらしさを教えられていた(幾丸曰く「刷り込み」)。

### 故人・行方不明の人・魔物など
西園寺 弓丸（さいおんじ ゆみまる）
幾丸の父で、元西園寺家当主にして、元魔術師教会理事長。
数年程前に、ルルイエに向かったきり、消息が途絶えており、戦死したと思われていたが、実際には、ルルイエで先祖の犯した過ちを知り、それを正すべくルルイエに留まっていた。
来生 裕蔵(きすぎ ゆうぞう)
恵美の義父であり、数音の生みの親。十年以上前に、魔術師の誓いを破ったとして恵美に処理されている。
真実を知った事により絶望・発狂し、自らアストラル体を自爆させ、全てを葬ろうとしたが、幾丸によって地球への被害は回避された。

### それ以外の人々
クラス女子（単行本3巻時点では、名前不明）
このはと幾丸のクラスメイトの黒髪ロングの美少女。
このはの胸をふざけて揉んでいるシーンや、このはをからかうシーン等からこのはと親しいことが窺える。
あるみ
諸事情あってこのはの欠点を探していた途中に魔物に襲われ、このはに助けられた少女。このはの事を「先輩」と呼んでいる。
魔物を倒す姿が「超ステキ」だったらしく、このはに「一生ついていく」と宣言し抱きついた。
幾丸の事を信用しておらず、幾丸の元から離して、このはと同棲する事すら夢見ていた。
幾丸の家が「あの西園寺家」だと知った際は、祝福すべきなのかどうか、混乱していたが、その後の出番は無い（単行本4巻現在）。

## 主な用語
魔術師（魔法使い）
このは曰く、『魔術を使って、人類を高次に導いていくのが仕事』とのこと。行動を制限するための「誓約」があり、違反すれば、他の魔術師たちに「処理」される。他にも、色々な原則・規則・誓いがある。
魔術師の（大）原則
例えば「眷属は魔術師一人に対して一体」「魔術師に所属していない、魔力で動く亜生物は討伐の対象」等であり、このために、眷属となった幾丸は、誰かの所属にならなければいけなくなった。また、それまで幾丸の所属だったイシュタルも、このはの所属にならなければいけなくなった。
眷属
魔界の眷属で、魔術師一人に対して一体が大原則。百香はルルイエ監視用の眷族を持っていたため、眷属となった幾丸を自分の所属にする事が出来なかった。
ルルイエ
南緯26度43分西経126度43分に位置する、クトゥルーの住む宮殿。宮殿自体が生きており、それを生かすために過去、数多の魔術師たちが「餌」として扱われた。
魔界
魔界というのは便宜上の名前である。
この世界と並列で存在するエネルギーのみの世界で、そこに流れ込んだ人々の思いが様々な神々を発生させた。その神々の交歓から生まれた、人由来でない住人も発生してきており、混沌とした空間になっている。
一言でいうなら、「人よりも強力な意識体棲む、魔術師が力を引き出す源泉」である。
西園寺家
表向きは「財閥で大富豪で政治家にも強い影響力がある」名門家系。魔術面でみれば、六百年続く魔術の家系でもある。総理経由で警察組織を動かす事も出来る。

## 単行本
電撃コミックスより刊行。
- 魔法使い(♂)と弟子(♀)の不適切なカンケイ
  1. 2009年10月27日発売 ISBN 978-4-04-868192-6
  2. 2010年4月27日発売 ISBN 978-4-04-868570-2
  3. 2010年10月27日発売 ISBN 978-4-04-868992-2
  4. 2011年4月27日発売 ISBN 978-4-04-870409-0
- クラスメイト（♀）と迷宮の不適切な攻略法
  1. 2011年10月27日発売 ISBN 978-4-04-870981-1
  2. 2012年2月27日発売 ISBN 978-4-04-886411-4
  3. 2012年6月27日発売 ISBN 978-4-04-886722-1
  4. 2012年10月27日発売 ISBN 978-4-04-891102-3
  5. 2013年2月27日発売 ISBN 978-4-04-891454-3
  6. 2013年6月27日発売 ISBN 978-4-04-891837-4